# Waldbad Wulfelade
Das Waldbad Wulfelade ist ein Freibad in Wulfelade in der Region Hannover in Niedersachsen.

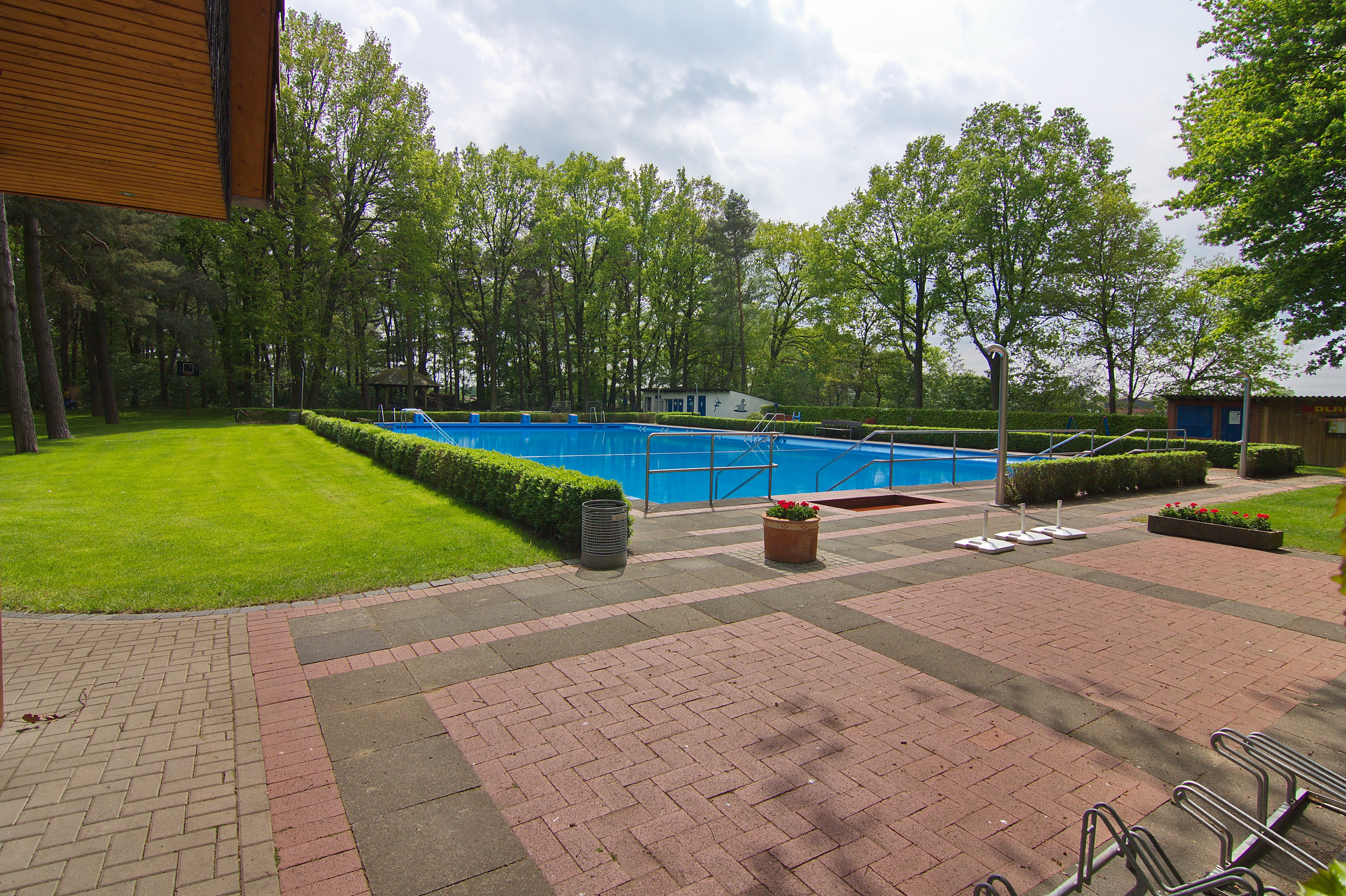
Waldbad 2012

## Geschichte
Das Vorhandensein einer ehemaligen Lehmkuhle in der Nähe des Moorgrabens zwischen Wulfelade und Evensen boten 1935 dem damaligen Bürgermeister Dannenberg, dem Kreiskulturbaumeister Hermann Röver und dem Lehrer Hermann Hanker aus Wulfelade Anlass, an dieser Stelle ein Freibad für die Gemeinde zu planen. Bürgermeister Dannenberg berief am 20. Februar 1935 eine Gemeindeversammlung ein, welche den Bau der Badeanstalt beschloss. Der Kreisausschuss bewilligte 500 Reichsmark für die Erstellung.
Bürger aus Wulfelade und der damalige Reichsarbeitsdienst führten die erforderlichen Arbeiten aus. Dazu wurde das Becken ausgehoben und mit Eichenpfosten an den Wänden abgestützt. Für die Erstellung der Zulaufkanäle vom Moorgraben, die das große Becken mit Wasser speisten, fand ebenfalls Eichenholz Verwendung. Damit das Wasser über den Zulauf von selbst in das Becken laufen konnte, wurde es durch ein Wehr im Graben aufgestaut. Weil der Wasserstand an manchen Tagen dafür nicht hoch genug war, wurde zusätzlich eine Pumpe mit einem Kupferrohr installiert. Die aus Holz gebauten Umkleidekabinen hatten einen massiven Anbau für die Motorpumpe. Die Toilette war, wie damals üblich, ein Plumpsklo und befand sich im kleinen Wald.
In der Badesaison nutzte der Lehrer Hanker das Bad, um den Kindern aus Wulfelade Schwimmunterricht zu geben. Unter seinen Schülern sollte es keine Nichtschwimmer mehr geben. Als Bade- und Schwimmhilfen dienten damals Schwimmkissen aus Nesseltuch. Neben den Wulfelader Einwohnern besuchten auch die Bürger der umliegenden Gemeinden in jedem Sommer bis 1944 das Bad.
Die Kriegsereignisse machten jedoch dem Badebetrieb 1945 ein Ende. 1946 waren alle Einrichtungen zerstört und die Pumpe gestohlen. Dies bedeutete zunächst einmal das Ende der Badeanstalt. In dieser Zeit waren auch keine finanziellen Mittel für eine neue Inbetriebnahme der Badeanstalt vorhanden. Alles zerfiel und aus dem großen Becken wurde ein Biotop.

## Waldbad heute
Seit 1993 wird das Waldbad von einem Verein privat geführt. 2001 wurde eine Solaranlage gebaut, die das Wasser erwärmt. An sonnigen Tagen werden Beckentemperaturen über 20 °C erreicht.
2007 wurde der baufällige Toilettenwagen durch ein neues Sanitärgebäude ersetzt.